# 12668 Scottstarin
12668 Scottstarin este o planetă minoră (asteroid) din centura de asteroizi. A fost descoperită pe 25 iunie 1979 la Observatorul Siding Spring de Eleanor F. Helin. 
Obiectul prezintă o orbită caracterizată de o semiaxă mare de 2,7816089 UAi, o excentricitate de 0,04, o înclinație de 3,51078 ° în raport cu ecliptica.